# ぷに (萌え属性)
ぷにとは、顔や身体が丸っこくぷにぷにした幼児体型の少女や少年のキャラクターを指す、同人業界で使われる言葉。

## 概要
「ぷに」は「ぷにぷに」という触感を示す既存の擬態語・擬音語（オノマトペ）を語源として定義された造語・隠語、ないしは符丁である。また、頬を触るという意味としても使われる。
単に「ぷに」または「ぷにキャラ」と称するものは、頭身が低く、頬の辺りがぽっちゃりとした印象の少女または少年のキャラクターを指す。この場合は本来の設定より頭身を低くアレンジしたちびキャラなど、設定上の年齢は高めであっても作中で極端な幼児体型にデフォルメされているようなキャラクターも含まれる。場合によっては小動物のキャラクターを含むとされる場合もある。
派生する概念として「ろりぷに」という合成語もある。ろりぷにの「ロリ」は、そのまま「ロリコン（ロリータ・コンプレックス）」からきており、特にぷにぷにとした幼い少女のキャラクターを意味している。かわいらしく幼い外見の少女キャラクターを対象とする意味では「ロリ」と「ぷに」は類似した概念であるが、少女に対する愛欲を描いたウラジーミル・ナボコフの小説『ロリータ』を語源とする「ロリ」が性的なニュアンスを含むのに対し、「ぷに」にはそうしたニュアンスが含まれないと解説される場合もある。また、「ロリ」が成長過程の少女の精神性や儚さにも魅力を求めるのに対し、「ぷに」は頬の触感などに魅力を求めるフィジカルな志向であり、似て非なるものであるという主張もある。

## 歴史

### 「ぷに」の起源（1982年）
「ぷに」の概念が確立するのは1990年代後半であるが（本稿の重要参考文献となる『空想美少女大百科』が1999年の刊行である）、「ぷに」的な嗜好は「ぷに」「ぷにぷに」といった言葉が誕生する以前から潜在的に存在していた。その起源は定かではないが、後の「ぷに」的なキャラクターに影響を与えた特筆すべきエポックとして、『空想美少女大百科』では、1982年のテレビアニメ『魔法のプリンセス ミンキーモモ』のヒロインであるミンキーモモ（空モモ）など、芦田豊雄がキャラクターデザインを手がけた作品や、芦田が立ち上げたスタジオ・ライブが関わる一連の作品を挙げている。なお、『ミンキーモモ』の脚本や構成に携わった首藤剛志は、女の子向けに作った同作が男性のオタクに消費され、あまつさえ「ロリコン向け」とまで看做されることに対しては「かなり不愉快」に思っていた。

### SDキャラブーム（1990年）
「ぷに」は「幼児」または「幼児性」の記号として機能していたが、1990年前後の「ちびキャラ」「SDキャラ」ブームに伴い、異なった様相を見せる。幼児ではないキャラをSD化することによって「ぷに」化する手法が登場し、「ぷにキャラ」は驚くべき多様性を獲得した。その一例として、『空想美少女大百科』では『魔導物語』『ぷよぷよ』の主人公であるアルル・ナジャを挙げている。

### 「ぷに」ムーブメントの発生（1990年後半）
幼児体型の少女や、ある特定の傾向をもつ画風によって描かれた少女像を指す隠語としての「ぷに」「ぷにぷに」は、1990年代後半にインターネットのCGサイトで発生した。「ぷにキャラ」を愛好する人々は「ぷに萌え」と呼ばれ、1999年当時の同人業界で大きな派閥を形成した。

### 『おジャ魔女どれみ』の放映開始（1999年）
1999年からは、『おジャ魔女どれみ』を中心としたぷに系作品限定の同人誌即売会「ぷにケット」が、東京で年に2回開催されている。

### 萌え系4コマ誌での展開（2002年）
2002年、史上初の萌え系4コマ誌とされる『まんがタイムきらら』が創刊。『きらら』の成功を受け、萌え系4コマ誌が乱立した。「ぷにキャラ」も多かった。
2004年には、ぷに系を専門的に扱った萌え4コマ雑誌『COMICぎゅっと!』が平和出版により創刊されたが、僅か第3号で休刊となり、翌年の2005年には出版社も倒産した。ただし同誌の編集部の意向で「ぷに萌え」のコンセプトでキャラクターが創られ 連載が開始されたきゆづきさとこの漫画『GA 芸術科アートデザインクラス』は、その後も他社の雑誌に場を移して連載が続けられ、2009年にはテレビアニメ化も行われた。

### ミニフィギュアブーム（2003年）
2003年7月、海洋堂から「リカヴィネ」が発売。リカヴィネの爆発的ヒットを受け、海洋堂は大嶋優木による「ワンダちゃん＆リセットちゃん」や「週刊わたしのおにいちゃん」など、同種のミニフィギュアを多数展開した。
「週刊わたしのおにいちゃん」のイラストを手掛けたYUGは、『電撃萌王』や『マジキュー』などでも活躍し、「頬をぷにぷにしたくなる『おんなのこ』」にかけては2004年当時の代表的なクリエーターとされる。
また、他社からも同種のミニフィギュアが展開された。雑誌『ネットランナー』（ソフトバンク・パブリッシング）2005年8月号では、「2005年はぷにっ!!」として、萌え擬人化キャラのトレーディングフィギュアなどのグッズを展開した。